# Aire urbaine de Foix
L'aire urbaine de Foix est une aire urbaine française centrée sur la ville de Foix.

## Caractéristiques
D'après la définition qu'en donne l'INSEE en 2010, l'aire urbaine de Foix est composée de 17 communes, toutes situées dans l'Ariège.
Son pôle urbain est l'unité urbaine de Foix (couramment : agglomération).
En 2020, l'Insee définit un nouveau zonage d'étude : les aires d'attraction des villes. L'aire d'attraction de Foix remplace désormais son aire urbaine, avec un périmètre différent.

### Communes
Liste des communes appartenant à l'aire urbaine de Foix selon la nouvelle délimitation de 2010 et sa population municipale en 2016 (liste établie par ordre alphabétique) :
| Nom                     | Code Insee | Statut | Superficie (km2) | Population (dernière pop. légale) | Densité (hab./km2) |
| ----------------------- | ---------- | ------ | ---------------- | --------------------------------- | ------------------ |
| Arabaux                 | 09013      |        | 4,59             | 80 (2022)                         | 17                 |
| Baulou                  | 09044      |        | 14,62            | 165 (2022)                        | 11                 |
| Bénac                   | 09049      |        | 2,8              | 174 (2022)                        | 62                 |
| Le Bosc                 | 09063      |        | 25,57            | 114 (2022)                        | 4,5                |
| Brassac                 | 09066      |        | 24,33            | 621 (2022)                        | 26                 |
| Celles                  | 09093      |        | 10,27            | 143 (2022)                        | 14                 |
| Cos                     | 09099      |        | 6,4              | 358 (2022)                        | 56                 |
| Ferrières-sur-Ariège    | 09121      |        | 3,46             | 775 (2022)                        | 224                |
| Foix                    | 09122      |        | 19,32            | 9 731 (2022)                      | 504                |
| Ganac                   | 09130      |        | 20,19            | 746 (2022)                        | 37                 |
| Montgailhard            | 09207      |        | 7,93             | 1 456 (2022)                      | 184                |
| Montoulieu              | 09210      |        | 14,12            | 416 (2022)                        | 29                 |
| Prayols                 | 09236      |        | 7,76             | 366 (2022)                        | 47                 |
| Saint-Paul-de-Jarrat    | 09272      |        | 22,51            | 1 354 (2022)                      | 60                 |
| Saint-Pierre-de-Rivière | 09273      |        | 2,35             | 676 (2022)                        | 288                |
| Serres-sur-Arget        | 09293      |        | 17,73            | 772 (2022)                        | 44                 |
| Vernajoul               | 09329      |        | 9,08             | 710 (2022)                        | 78                 |

## Évolution démographique
L'évolution démographique ci-dessous concerne l'unité urbaine selon le périmètre défini en 2010.
| 1968   | 1975   | 1982   | 1990   | 1999   | 2009   | 2011   | 2014   | 2015   |
| ------ | ------ | ------ | ------ | ------ | ------ | ------ | ------ | ------ |
| 15 245 | 15 542 | 15 921 | 17 163 | 16 923 | 18 477 | 18 462 | 18 433 | 18 388 |

| 2016   | 2017   | - | - | - | - | - | - | - |
| ------ | ------ | - | - | - | - | - | - | - |
| 18 335 | 18 259 | - | - | - | - | - | - | - |